# جرائم الأبجدية (فلم)
جرائم الأبجدية (بالإنجليزية: The Alphabet Murders) هو فيلم تحقيق بريطاني لعام 1965 رواية أجاثا كريستي جرائم الأبجدية ومن بطولة توني راندال بدَوْر هيركيول بوارو.
تأجَّل عرض الفيلم بسبب اعتراض أجاثا كريستي على السيناريو. الفيلم يختلف كثيرًا عن الرواية ويظهر بعض الكوميديا

## بطولة
- توني راندل بدور هيركيول بوارو
- أنيتا إكبيرج بدور أماندا
- روبرت مورلي بدور هستنغز
- موريس دنهام بدور جاب

## وصلات خارجية
- مقالات تستعمل روابط فنية بلا صلة مع ويكي بيانات